# ولک جنویک
ولک جنویک (به چکی: Velké Janovice) یک منطقهٔ مسکونی در جمهوری چک است که در Žďár nad Sázavou District واقع شده‌است.

## خصوصیات
ولک جنویک ۳٫۴۵ کیلومترمربع مساحت و ۱۱۹ نفر جمعیت دارد و ۵۸۰ متر بالاتر از سطح دریا واقع شده‌است.